# Гжибув (гміна Сташув)
Гжибув (пол. Grzybów) — село в Польщі, у гміні Сташув Сташовського повіту Свентокшиського воєводства.
Населення — 215 осіб (2011).
У 1975-1998 роках село належало до Тарнобжезького воєводства.

## Демографія
Демографічна структура на день 31 березня 2011 року:
|          | Загалом | Допрацездатний вік | Працездатний вік | Постпрацездатний вік |
| -------- | ------- | ------------------ | ---------------- | -------------------- |
| Чоловіки | 111     | 22                 | 72               | 17                   |
| Жінки    | 104     | 25                 | 51               | 28                   |
| Разом    | 215     | 47                 | 123              | 45                   |